# Flirt avec la mort
Pour les articles homonymes, voir Mind Games.
Pour plus de détails, voir Fiche technique et Distribution.
Flirt avec la mort (Mind Games) est un thriller psychologique américain de Kevin Alber réalisé en 1996.

## Synopsis
Après le suicide d’une étudiante, Ivory, le professeur de psychologie Mat Jarvas change d’université. Il retrouve son directeur de thèse, doyen de son université d’accueil qui lui signifie clairement qu’il doit absolument séparer vie privée et vie publique. Or il tombe sous le charme d’une collègue, Danielle.

## Fiche technique
- Titre : Flirt avec la mort
- Titre québécois : Passions mortelles
- Titre original : Mind Games
- Réalisation : Kevin Alber
- Scénario : Kevin Alber
- Musique : Deeji Mincey et Boris Zelkin
- Photographie : Andrea V. Rossotto
- Montage : Brett Hedlund
- Production : John King, Elan Sassoon et Josh Woodward
- Société de production : Skyline Entertainment Partners et Smoke Ring Films
- Pays :  États-Unis
- Genre : Thriller
- Durée : 104 minutes
- Dates de sortie : 
  -  Australie : 5 décembre 1996

## Distribution
- Maria Ford : Ivory / Tess
- Brian Krause : Matt Jarvis
- Soleil Moon Frye : Becky Hanson
- Raina Paris : Danielle Bocca
- Ingrid Sthare : Ashley
- Steven Maines : Steve Maines
- Richard Paul : Dean Meyer